# ČSD-Baureihe M 130.0
Die ČSD-Baureihe M 130.0 war der Urvater aller bis 1945 bei den einstigen Tschechoslowakischen Staatsbahnen ČSD für den Lokalbahnverkehr hergestellten Triebwagen. Es war ein leichtes Fahrzeug einer wegweisenden Entwicklungsrichtung für die Motorisierung des Lokalbahnverkehrs bei den ČSD.

## Geschichte
Während andere Firmen bei der Entwicklung von Motorwagen versuchten, einen Autobus mit Eisenbahnfahrwerk auszurüsten, bzw. in einen Eisenbahnwagen eine Antriebsanlage einzubauen, entstand bei Tatra in Kopřivnice eine völlig neue Konstruktion eines Schienenfahrzeuges, die zwar wesentliche Elemente des Automobilbaues mit übernahm, aber eine eigenständige Entwicklung in der Entwicklung eines leichten Schienfahrzeuges darstellt. Der Personenverkehr auf vielen Lokalbahnen verdankte in der Folge seine Entstehung dieser Entwicklung.
1927 entstand bei Tatra in Kopřivnice ein Motorwagen der Reihe M 130.0 als zweiachsige Ausführung. Das Bestreben des Herstellers, das Gewicht des Wagens niedrig zu halten, war erfolgreich geblieben. Das Leergewicht des Wagens betrug lediglich 7,3 t. Dazu verhalf auch eine Verengung des Wagenkastens, die Breite betrug lediglich 2,5 m und die Sitzplatzanzahl 32.
Der Motorwagen M 130.001 wurde gleichzeitig mit Beiwagen übergeben, die im Aussehen dem Motorwagen völlig gleich waren. Mit diesen bildete der Wagen eine Einheit. Die Beiwagen hatten keine Energiequelle für die Beleuchtung und auch keine Traktionsbremse. Den Strom für die Beleuchtung brachte ein Kabel von dem Motorwagen. Es gab eine Möglichkeit zur Beförderung von Gepäck, für das eingerichtet war ein Sonderabteil auf dem hinteren Einstiegsraum des Beiwagens. In der Zeit der Lieferung der Beiwagen gab es noch keine Entscheidung über die Bezeichnung von Beiwagen, und so waren die Wagen des M 130.001 niemals bezeichnet.
Obwohl der Triebwagen mit den Beiwagen Prototyp blieb, stand er doch im Betrieb bis 1945, als er ausgemustert wurde.

## Fahrzeugaufbau
Das zweiachsige Fahrzeug hatte 2 an der Spitze des Wagenkastens angeordnete Führerstände, die gleichzeitig als Einstiegsräume dienten. Der Bedienplatz für den Bediener war in der Mitte des Einstiegsraumes untergebracht, wie es auch noch von dem M 120.2 bekannt war. Somit waren Führerplatz und Ein- bzw. Ausstiegswege nicht im Wege. Für die Abtrennung des Führerstandes von dem Einstiegsraum war kein Platz vorhanden. Das war vielleicht auch der Grund gewesen, warum es später zur Entwicklung der Turmtriebwagen kam. Das Bedienpult war einfach ausgeführt, wie es bei der Automobiltechnik üblich war. In der Mitte des Fensters lag der Gashebel, links davon der Hebel von der Kupplung, wie man es auch noch heute bei Triebwagen mit mechanischer Leistungsübertragung sehen kann (ČSD-Baureihe M 131.1). Dazu hatte es noch Elemente für die Überwachung des Fahrzeuges und die Steuerung von Nebenanlagen. Der Schalthebel, der separate Hebel für das Wendegetriebe sowie der Hebel für die Handbremse waren wie bei einem Lastkraftwagen ausgeführt. Der Wagen hatte keine Übergangseinrichtung und Brücke für den Beiwagen. Ob er in der späteren Zeit damit umgerüstet wurde, ist nicht bekannt.
Das Fahrzeug besaß die selbsttätige Traktionsbremse Knorr und als Kuppeleinrichtung einfache Trichterkupplungen. Um 1930 wurde er auf die bei Eisenbahnen übliche Zug- und Stoßvorrichtung umgebaut.

## Motor und Getriebe

Prinzipskizze der mechanischen Leistungsübertragung von Triebwagen der ersten Generation

Der wassergekühlte 6-Zylinder Tatra-Benzinmotor war unterflur eingebaut. Er leistete bei der recht hohen Drehzahl von 1800 Umdrehungen / Minute 65 PS. Die Zylinder hatten einen Durchmesser von 90 mm und einen Hub von 140 mm. Zur Leistungsübertragung diente ein mechanisches Wechselgetriebe, welches eine Achse über Gelenkwelle und Kegelräder antrieb. Der Fahrtrichtungswechsel wurde mittels eines verschiebbaren Kegelrades auf der Antriebsachse realisiert.
Der Kühler war auf dem Dach angeordnet.